# Wirral South (circonscription britannique)

Wirral South dans le Merseyside.

La circonscription de Wirral South est une circonscription électorale anglaise située dans le Merseyside et représentée à la Chambre des communes du Parlement britannique.